# شیدی سید (مریلند)
شیدی سید (به انگلیسی: Shady Side) شهری در ایالت مریلند کشور ایالات متحده آمریکا است که جمعیت آن در سرشماری سال ۲۰۱۰ میلادی، ۵٬۸۰۳ نفر بوده‌است.